# Nyāya
Nyaya (IAST: Nyāya) è una delle sei Darshana, o Scuole di Pensiero ortodosse (astika) della filosofia indiana.
Nyaya è una scuola di speculazione filosofica (divenuto solo in seguito un sistema metafisico) che si basa su testi conosciuti come Nyaya Sutra, che furono scritti da Aksapada Gautama, nel II secolo a.C. Il contributo più rilevante apportato dal Nyaya all'Induismo moderno consiste nella metodologia; quest'ultima è basata su un sistema logico che in seguito fu adottato dalla maggior parte delle altre scuole induiste (ortodosse o non), similmente al modo in cui scienza, religione e filosofia occidentali possono considerarsi basate sulla logica aristotelica.
Nyaya però differisce dalla logica aristotelica, in quanto non è semplicemente una logica fine a sé stessa. Secondo questa scuola di pensiero, ottenere una valida conoscenza è l'unico modo per ottenere la liberazione dalla sofferenza; l'unica conoscenza autentica è quella che non potrà mai essere soggetta a dubbio o contraddizione, quella che riproduce l'oggetto per ciò che realmente è, e che pertanto permette di percepire la realtà in maniera veritiera e fedele. Solamente questa può considerarsi vera conoscenza, ed è contrapposta al ricordo e al dubbio, così come al ragionamento puramente ipotetico e, quindi, incerto.
I filosofi sostenitori di questa teoria dovettero faticosamente individuare fonti di conoscenza valide, e distinguerle da mere e false opinioni. Vennero così identificati quattro mezzi (pramana) attraverso cui ottenere la conoscenza della realtà conoscibile: percezione, inferenza, analogia (o comparazione), testimonianza autorevole. La conoscenza ottenuta attraverso ognuno di essi poteva essere valida o invalida. Di conseguenza, gli studiosi Nyaya dovettero nuovamente identificare (non senza difficoltà) cosa fosse determinante in ogni singolo caso per rendere una conoscenza valida oppure no; questo processo portò alla creazione di un certo numero di schemi esplicativi. In questo senso, Nyaya è probabilmente il più vicino equivalente indiano della filosofia analitica.